# 旭ポンズ

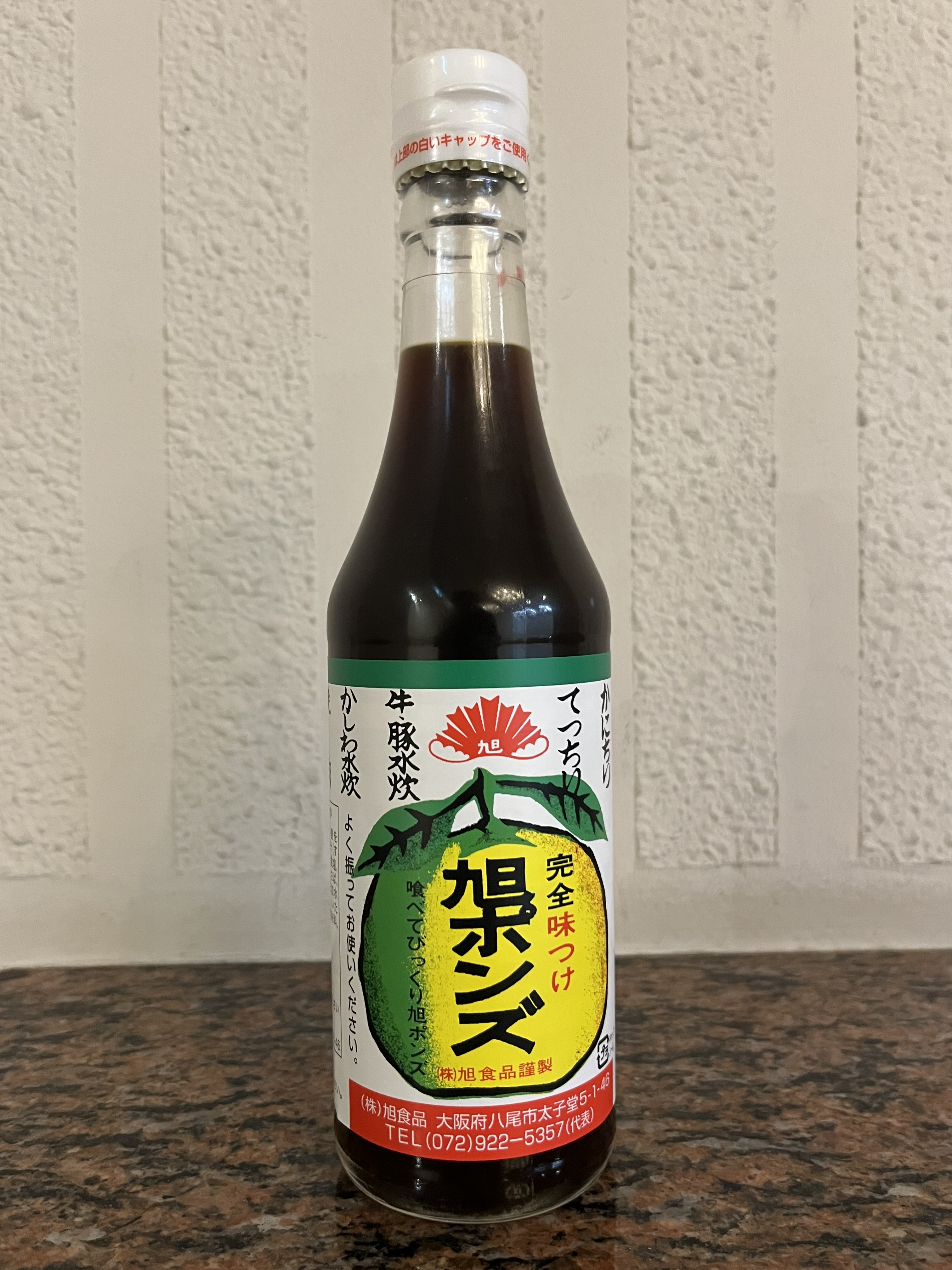
旭ポンズ

旭ポンズ（あさひポンズ）とは、大阪府八尾市にある株式会社旭食品（あさひしょくひん）が製造しているポン酢醤油。1967年（昭和42年）10月7日に発売開始。地元大阪で愛され続けているポン酢である。
2021年時点で年間200万本を売り上げている。
キャッチコピーは「完全味付け 喰べてびっくり 旭ポンズ」

## 特徴

### 製造
徳島産のすだち・ゆず・ゆこうの柑橘類の果汁をベースに、利尻昆布や鰹節、乾しいたけのだしで味付けている。年によって果物の味が変わるため、分量を変えて味を調節している。
大手メーカーのポン酢は醤油の味が強いが、旭ポンズは柑橘類、だしの味が強く全くの別物に感じるほどだという。
風味、品質を維持するために容器はガラス瓶を採用している。

### パッケージ
旭ポンズのパッケージは初代社長の高田耕治がイラスト、ロゴ等をすべてデザインした。パッケージに描かれている果実は右側が黄色、左側が緑になっておりこれは原材料のすだち・ゆず・ゆこうの3つの柑橘類を表している。

## 歴史

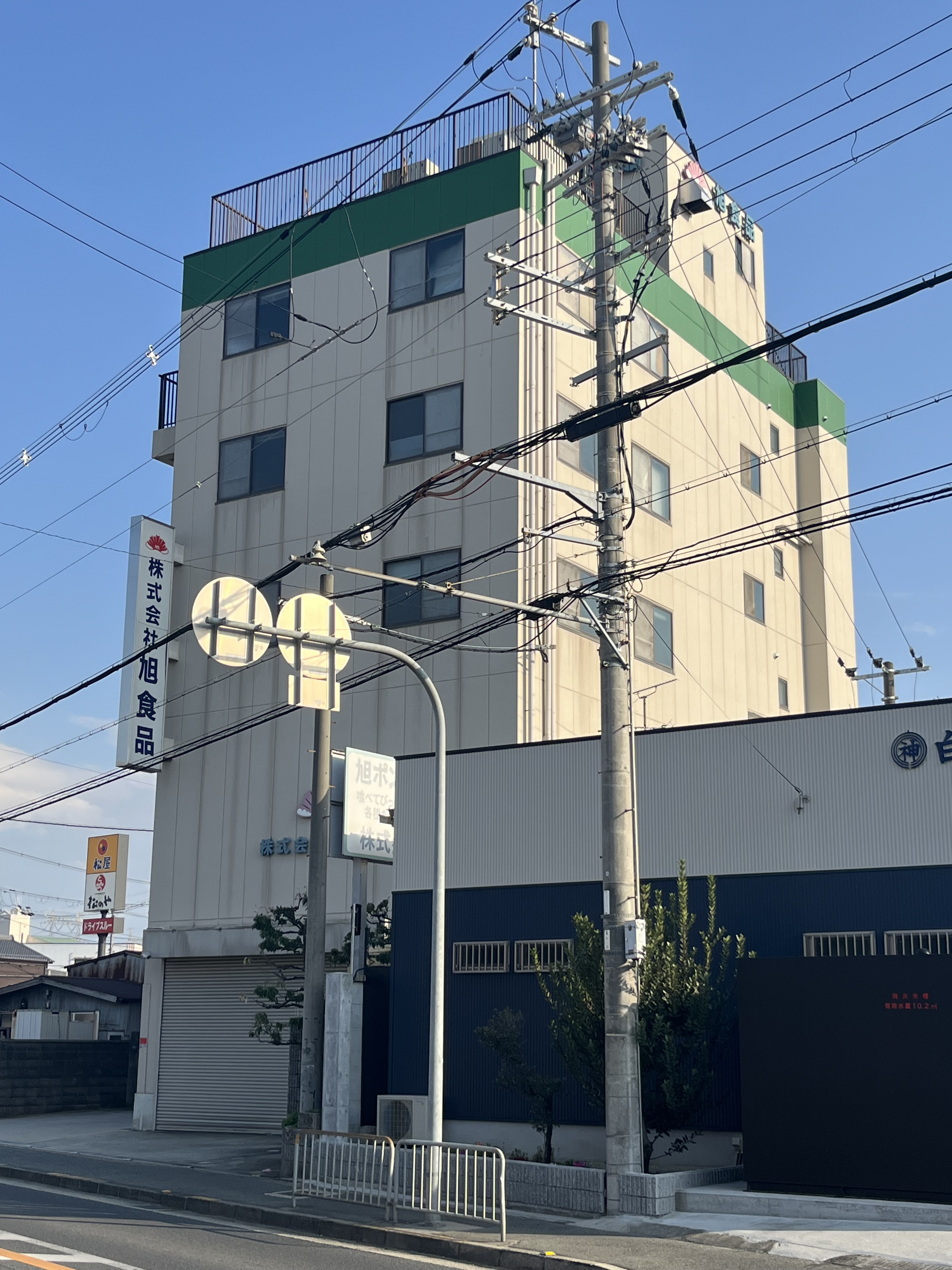
本社

### 開発
1948年、初代社長の高田耕治と妻のハナエが「太子乾麺所」という乾麺を製造する製麺所として創業しその5年後に「旭食品」へと屋号を変更した。そうめんやそうめんに使う「冷やしだし」を販売していたがそれらは夏場に需要が集中する商品であったため、1年を通じて売れる商品の開発を考えていた。そんな折、ふぐ料理専門店のづぼらやで当時一般的でなかったポン酢と出会い冬でも売れると確信した耕治は店主に作り方を教わろうとしたが断られた。何度もづぼらやに通ってその味を研究、試行錯誤の末、「旭ポンズ」が完成し、1967年（昭和42年）から製造・販売を開始した。
当時はポン酢自体の知名度が低く中々売れなかったが、ハマエの機転で試供品を配布したことで口コミで評判となった。

### やしきたかじんとの関係
関西で人気のある歌手のやしきたかじんが、テレビやラジオで再三に渡り「旭ポンズはうまい。これ食べたら他のポン酢は食えん」と言ったことがきっかけで、大阪を中心に爆発的なヒットとなり、多くの著名人が愛用するようになった。たかじんが旭食品にキャップが使いづらいと要望したところ現在のキャップに改善されたというエピソードもある。2014年（平成26年）にたかじんが逝去した際のお別れの会にも、同様にたかじんが愛用していた「満月ポン」とともに参列者へのおみやげとして提供されている。
発売50周年を迎えた2017年（平成29年）には初の派生商品として、まろやかな味わいにした「旭ぶっかけポンズ」を発売している。
2020年に工場を新設した。味を守るために設備や調理器具は旧工場で使っていたものを移設、旧工場と同じ味を再現するのに2年の期間を費やした。

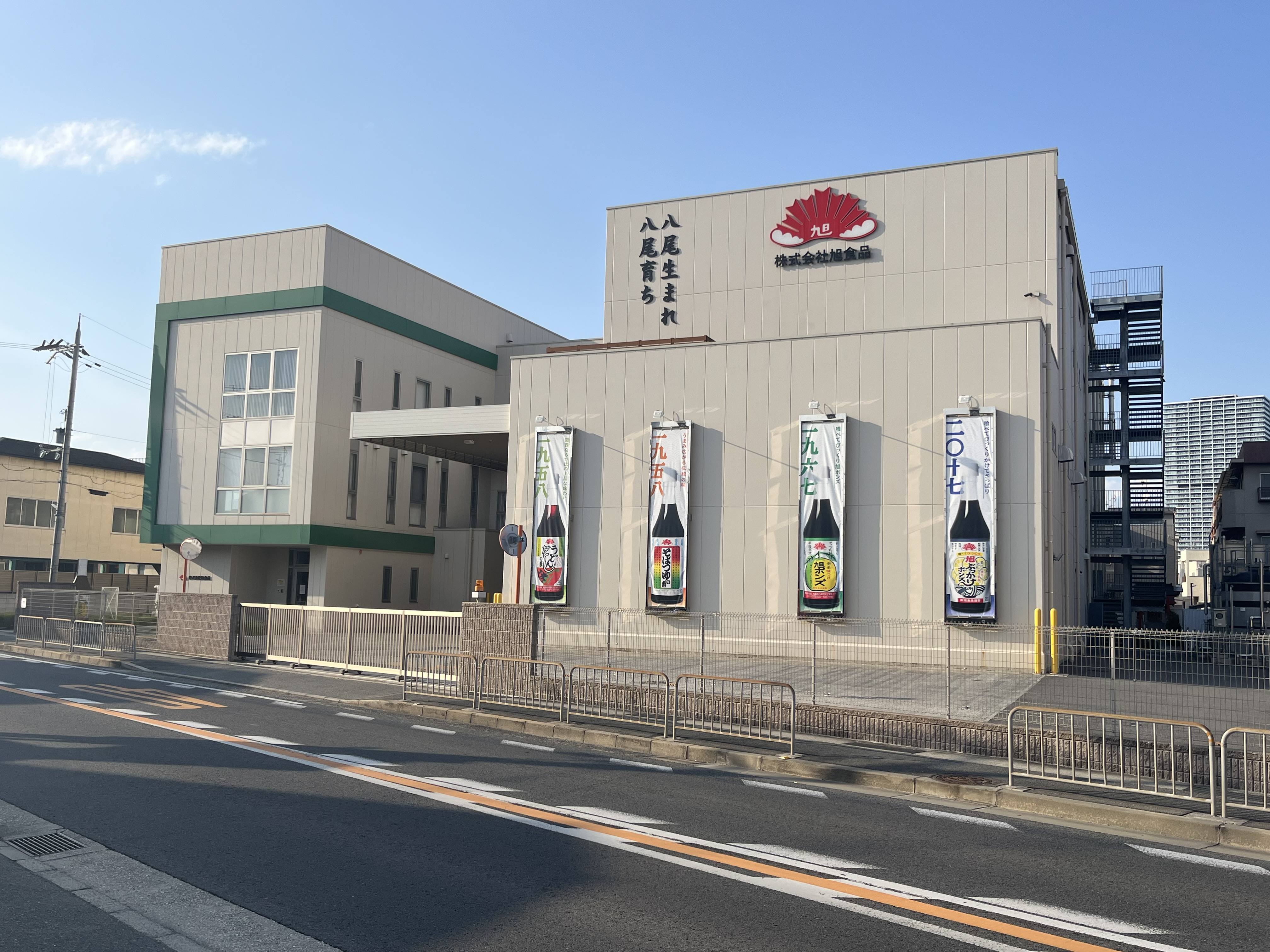
工場

## 受賞
- 八尾市中小企業地域経済振興功績者顕彰[3]
- KANSAIモノ作り元気企業100社[3]

## コラボ商品
2015年にカルビーとのコラボ商品、じゃがビー 旭ポンズ味が発売。
2022年、 日の出屋製菓とのコラボ商品、 旭ポンズアラレが発売。米菓を作る際の熱を加える工程で旭ポンズの爽やかな香りが飛んでしまうため、できるだけ熱を加えないように工夫し、さらにすだち果汁パウダーを入れることで旭ポンズの味を再現している。
2023年、ローソンとのコラボ商品、からあげクン旭ポンズ味が近畿地方限定で販売された。地元に根ざした食材の味を地域のローソンで味わえるようにする取り組みが行われておりローソン側からオファーする形で実現した。旭ポンズの特徴である旨味と酸味にこだわり半年間の試作ののちに発売され、直近1年間でのからあげクンの新フレーバーで一番の売上となった。